# Liste des plus hauts bâtiments de Limoges
Cette liste mentionne les dix plus hauts bâtiments de la ville française de Limoges. Les sources (Emporis, PSS ou ANFR) sont reportées dans la liste.

## Liste
| Place | Nom                           | Année       | Utilisation        | Hauteur (m) | Étages | Quartier         | Source  |
| ----- | ----------------------------- | ----------- | ------------------ | ----------- | ------ | ---------------- | ------- |
| 1     | Émetteur de Limoges           | 1970        | Télécommunications | 74          | -      | Puy-las-Rodas    | ANFR    |
| 2     | Église Saint-Michel-des-Lions | XIVe siècle | Religieuse         | 70          | -      | Le Château       | Emporis |
| 3     | Gare de Limoges-Bénédictins   | 1929        | Gare               | 67          | 8      | La Gare          | PSS     |
| 4     | Résidence les Gémeaux         | 1970        | Logements          | 66          | 18     | Corgnac          | PSS     |
| 5     | Résidence la Rose des Vents   | 1970        | Logements          | 61          | 18     | Val de l'Aurence | Emporis |
| 6     | Château d'eau de Beaubreuil   | 1976        | Château d'eau      | 58          | -      | Beaubreuil       | PSS     |
| 7     | Cathédrale Saint-Étienne      | 1273        | Religieuse         | 55          | -      | La Cité          | PSS     |
| 8     | Tours de Corgnac              | 1970        | Logements          | 54          | 15     | Corgnac          | Emporis |
| 9     | Tours de l'Aurence            | 1970        | Logements          | 54          | 15     | Val de l'Aurence | Emporis |
| 10    | Tours de Mas-Jambost          | 1970        | Logements          | 54          | 15     | Mas-Jambost      | Emporis |

## Galerie d'images

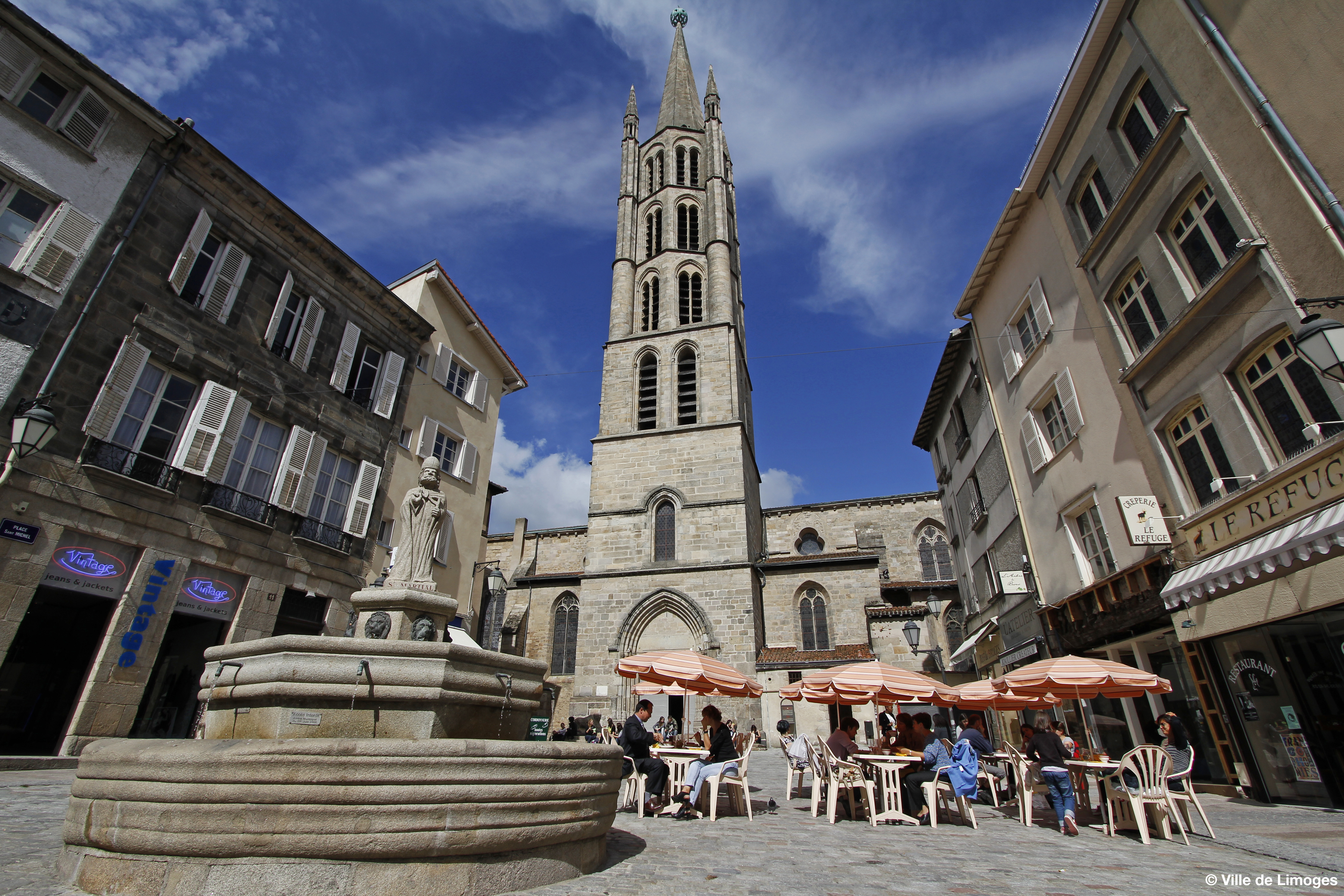
Église Saint-Michel-des-Lions
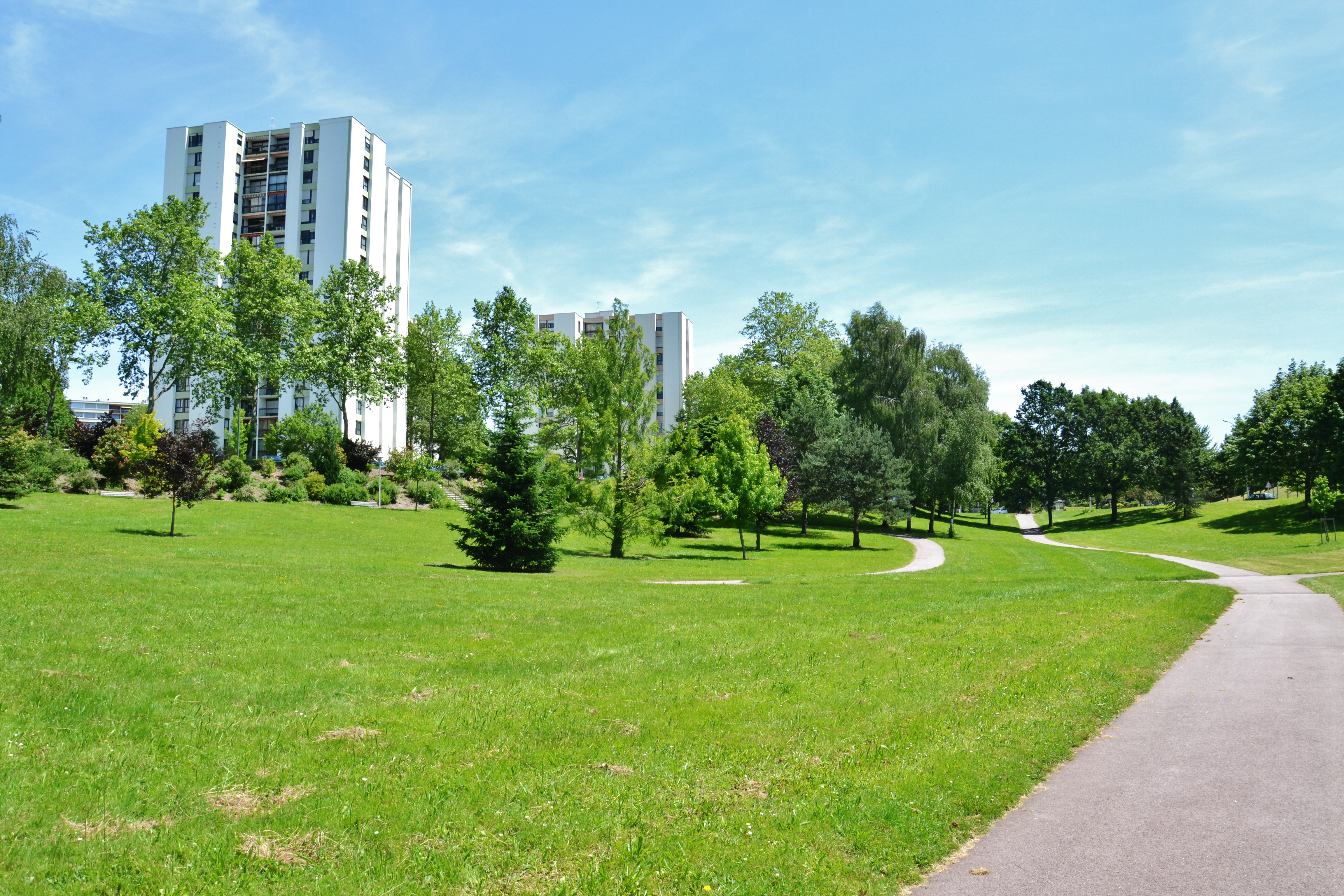
Résidence la Rose des Vents
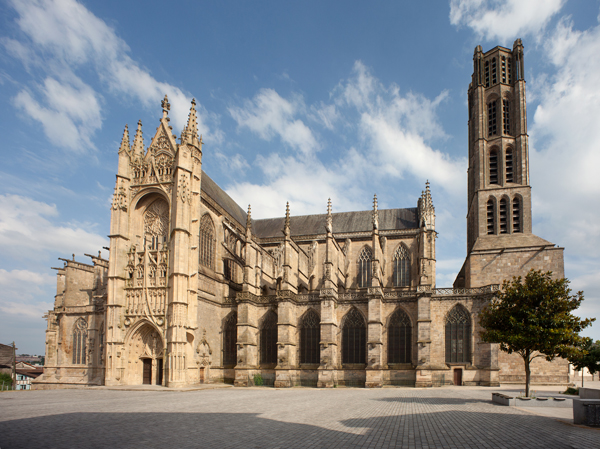
Cathédrale Saint-Étienne